# ۳ ذی‌القعده
۳ ذیقعده، سومین روز از ماه ذیقعده در تقویم هجری قمری است.
در تقویم هجری قمری قراردادی این روز دویست و نود و هشتمین روز سال است.

## زادگان
- تولد «ابن مُنَیِّر» فقیه و مفسر مسلمان مصری. (۶۲۰ ق)

## درگذشتگان
- درگذشت «آیت اللَّه سید محمد فشارکی» فقیه محقق و عالم امامی. (۱۳۱۶ ق)